# Alexander L. Kielland (platform)

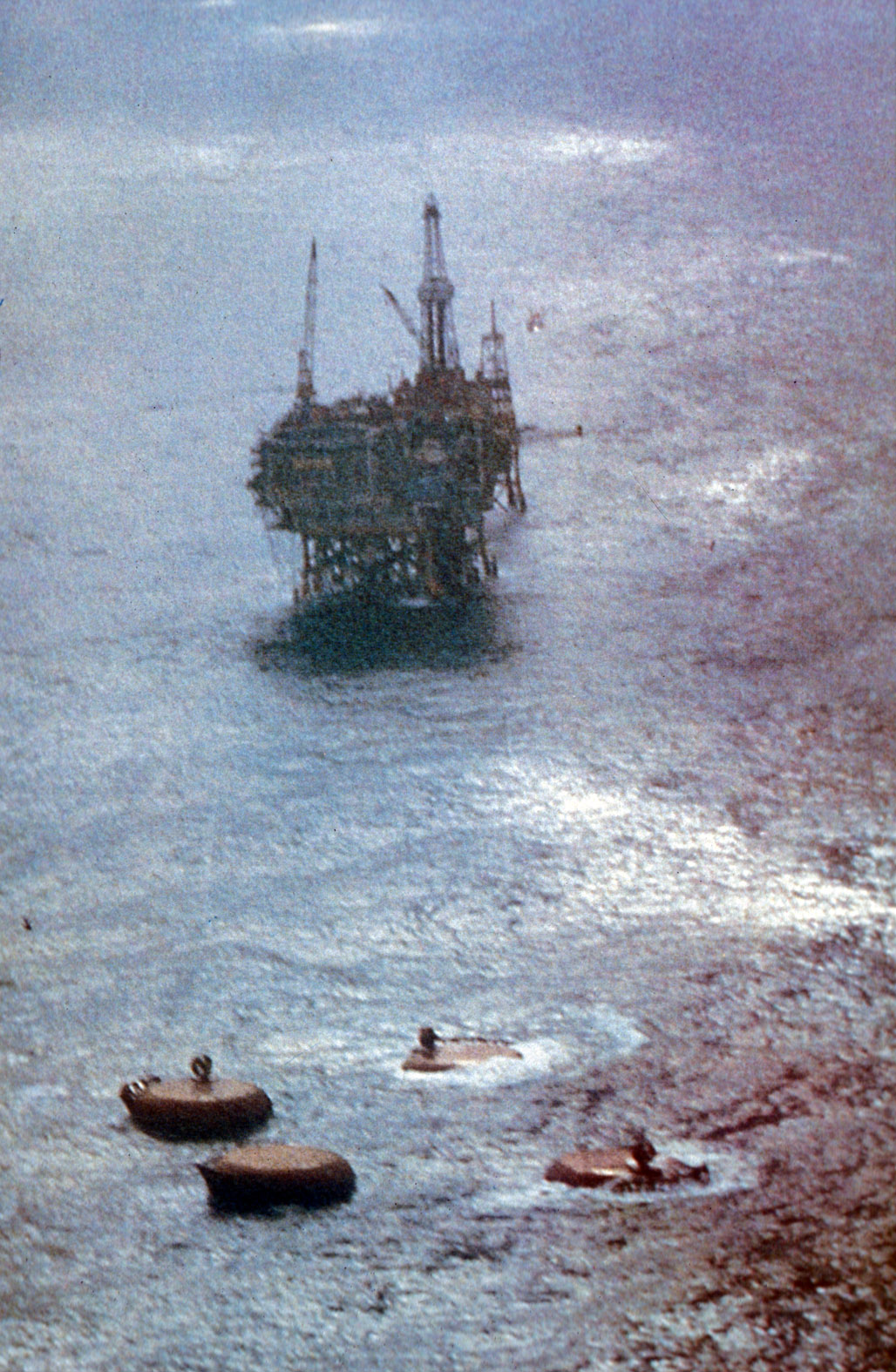
De vier resterende pontons van de gekapseisde Alexander L. Kielland bij het platform Edda 2/7 C

De Alexander L. Kielland was een halfafzinkbaar boorplatform gebouwd door Compagnie Francaise d’Entreprises Métalliques in 1976 voor A. Gowart-Olsen. Dit platform uit de Pentagone-serie met vijf kolommen werd genoemd naar de gelijknamige Noorse schrijver Alexander Lange Kielland.
Na 40 maanden dienst werd vanaf het platform niet meer geboord, en deed het nog dienst als accommodatieplatform voor personeel van de naburige productieplatformen, waaronder Edda.
Op 27 maart 1980 was er mist, regen en ruwe zee met golven tot 12 m hoog. Een kolom van het platform begaf het, waarna het platform kapseisde en 123 van de 212 mensen lieten daarbij het leven. De meesten waren afkomstig uit het Noorse Rogaland. Aan de reddingsoperatie namen 71 schepen deel, negen marineschepen waaronder de Hr.Ms. Overijssel, 19 reddingshelikopters en zeven vliegtuigen.

## Kolom D

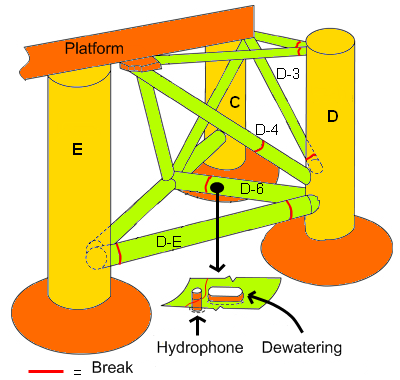
Kolom C, D en E met enkele van de schoren

Het halfafzinkbare Pentagone-ontwerp bestond uit vijf kolommen met daaronder elk een klein ponton en bovenop de kolommen het werkdek. De kolommen waren onderling verbonden met horizontale buizen (bracings) net boven de pontons en diagonale buizen die naar het dek liepen. In een van de horizontale buizen die verbonden was met kolom D bevond zich een hydrofoon. Door vermoeiing in een van de lassen bij deze hydrofoon in buis D-6 ontstond een scheur die uiteindelijk zover doorzette dat de buis het in zijn geheel begaf. Daarna trad overbelasting op in de andere buizen van kolom D en uiteindelijk scheurde deze af.
Hierop ontstond een slagzij waarbij de hoge golven openingen in het platform konden bereiken, waardoor deze water begon te maken en de slagzij verder toenam tot het platform kapseisde.